# Luciano Cavaleri
Luciano Cavaleri (Carlentini, 22 marzo 1923 – Siracusa, 19 ottobre 2003) è stato un calciatore italiano, di ruolo attaccante.

## Carriera

Il Siracusa della B, (Cavaleri penultimo alzato) (1947-1948).

Debutta in Serie B con la maglia del Siracusa nella stagione 1946-1947; disputa con gli azzurri sette campionati cadetti collezionando 196 presenze e segnando 60 reti.
È l'autore del primo gol del Siracusa in Serie B, segnato il 22 settembre 1946 contro il Foggia, gara che si concluse 3-0 per gli aretusei e che lo vide protagonista di una doppietta. Inoltre fu il secondo miglior realizzatore della storia del Siracusa con le sue 65 marcature totali.
Dopo la retrocessione avvenuta al termine del campionato di Serie B 1952-1953, ha disputato con il Siracusa un altro anno in Serie C.

## Biografia
Parallelamente all'attività di calciatore, ha avviato pure quella di ristoratore. Infatti per un lungo periodo, e inizialmente insieme al compagno di squadra Giuseppe Marchetto, ha gestito a Siracusa (precisamente in Ortigia) una tavola calda molto conosciuta e frequentata dai siracusani, e in particolare dagli ortigiani. 